# Marek Tobera
Marek Tobera (ur. 1955) – polski historyk prasy i bibliolog, doktor habilitowany nauk humanistycznych, profesor Uniwersytetu Warszawskiego, dziennikarz, redaktor prasowy i książkowy, recenzent, księgarz, członek władz Stowarzyszenia Księgarzy Polskich, w okresie PRL kolporter wydawnictw niezależnych, aktywny w NSZZ „Solidarność”.

## Życiorys
Ukończył studia historyczne na Uniwersytecie Warszawskim w 1979 r. (promotor prof. Jerzy Holzer). Doktoryzował się w 1986 r., broniąc pracę na temat dziejów prasy satyrycznej w Królestwie Polskim przed pierwszą wojną światową (Instytut Badań Literackich PAN, promotor prof. Wiesław Władyka). Habilitację uzyskał w 2015 r. na podstawie cyklu publikacji o przemianach na polskim rynku wydawniczym po 1989 r. (Wydział Historyczny Uniwersytetu Warszawskiego). Prócz wymienionych zagadnień w swych tekstach podejmował tematy dotyczące m.in. dziejów cenzury rosyjskiej (do 1914 r.), historii księgarstwa polskiego w II RP i PRL, kwestii rynkowych w badaniach bibliologicznych, jak również batalii prasowych oraz biografii wybitnych publicystów (m.in. Adolfa Nowaczyńskiego i Stanisława Piaseckiego). Opublikował także (wspólnie z Wojciechem Morawskim) jedno z pierwszych opracowań na temat początków NSZZ Solidarność (1981). W latach 1980–2000 pracował jako asystent, a potem adiunkt w Instytucie Badań Literackich PAN, w nieistniejącej już dziś Pracowni Historii Czasopiśmiennictwa Polskiego XIX i XX w. Po przemianach 1989 r. czynny na rynku książki, m.in. jako księgarz (księgarnia im. Prusa w Warszawie), redaktor, dziennikarz i menedżer prasy branżowej („Notes Wydawniczy”, redaktor naczelny 1993-2000 i prezes spółki 1997-2000), jeden z inicjatorów oraz przewodniczący kapituły Nagrody Sezonu Wydawniczo-Księgarskiego Ikar (1996-1999), a także współpracownik kilku wydawnictw. Był również redaktorem w Niezależnej Agencji Prasowej (biuletyn „Warszawska Informacja Prasowa" 1991). Od 2000 r. pracuje na Uniwersytecie Warszawskim, od 2015 r. na Wydziale Dziennikarstwa, Informacji i Bibliologii. Tworzył i współtworzył koncepcje programowe oraz kierował Podyplomowymi Studiami Polityki Wydawniczej i Księgarstwa (sekretarz od 2002 r., kierownik 2006-2021), a także Polską Akademią Księgarstwa (2015-2017). Członek honorowy Stowarzyszenia Księgarzy Polskich (w latach 2017-2023 w Zarządzie Głównym tej organizacji). W czasach PRL uczestniczył w kolportażu czasopism i książek drugiego obiegu (1979-1989). Aktywny w NSZZ Solidarność w latach 1980–1981 i po delegalizacji; współpracował z Ośrodkiem Badań Społecznych Regionu Mazowsze (1981), brał udział w strajku protestacyjnym przeciwko wprowadzeniu stanu wojennego (siedziba PAN, Pałac Staszica w Warszawie, 15 XII 1981). Dwukrotnie zatrzymany przez SB.
Z akt IPN wynika, że bez swej wiedzy i zgody został uznany za kandydata na tajnego współpracownika SB – ostatecznie jednak zrezygnowano z próby werbunku (1979).

## Publikacje (wybór)
- Powstanie i rozwój NSZZ Solidarność (1980-1981), „Niepodległość Pracy” 1981, wrzesień [wspólnie z Wojciechem Morawskim].
- „Wesołe gazetki”. Prasa satyryczno – humorystyczna Królestwa Polskiego 1905 – 1914, PWN, Warszawa 1988.
- Cenzura czasopism w Królestwie Polskim na przełomie XIX i XX w., „Przegląd Historyczny” 1989, nr 1, s. 41-67.
- Syndrom polsko-litewski, „Głos” 1990, nr 62/63, s. 15–24.
- Cenzura prasy w Cesarstwie Rosyjskim na przełomie XIX i XX w., w: „Piśmiennictwo – systemy kontroli – obiegi alternatywne” pod red. A. Brodzkiej i J. Kosteckiego, t. 1, Warszawa 1992, s. 175–223.
- Czerwony i czarny front. Wokół lwowskiego Zjazdu Pracowników Kultury (wstęp, wybór źródeł) w: „Nie szablą, lecz piórem. Batalie publicystyczne II Rzeczypospolitej” pod red. Darii Nałęcz, Warszawa 1993, s. 103–161.
- „Sen męża o dwóch żonach”. Postać kobiety na łamach prasy satyryczno-humorystycznej Królestwa Polskiego w latach 1905-1914, w: Kobieta i rewolucja obyczajowa. społeczno-kulturowe aspekty seksualności. Zbiór studiów, red. A. Żarnowska i A. Szwarc, Warszawa 2006, s. 129-147.
- Bibliologia wobec polskiego rynku książki w latach 1944–2007, „Przegląd Biblioteczny” 2008 (76), z.1, s. 39–66.
- Eksperyment bibliologiczny jako eksperyment rynkowy? Uwagi na marginesie referatu Stanisława Adama Kondka, „Z badań nad książką i księgozbiorami historycznymi”, t. 2 : 2008, s. 55-71.
- Od „Przeglądu Księgarskiego” do „Biblioteki Analiz”. Uwagi na temat dziejów polskiej prasy branżowej rynku książki (1910-2010); w: "350 lat prasy polskiej", red. M. Jabłonowski i in., Warszawa 2012, s. 135-156.
- W tym niezwykłym czasie. Początki transformacji polskiego rynku książki (1989-1995), Sedno Wydawnictwo Akademickie, Warszawa 2013 [wspólnie z B. Klukowskim].
- Prasa Królestwa Polskiego w opinii władz cenzury rosyjskiej (1901-1914), Oficyna Wydawnicza Aspra JR, Warszawa 2013 [wspólnie z Januszem Kosteckim].
- Księgarstwo spółdzielcze i prywatne w okresie trójsektorowości polskiego rynku książki (1945-1950), „Przegląd Biblioteczny” 2014 (82), nr 3, s. 329–364.
- Polish Government Administration and the Professional Press Dedicated to the Book Market 1989-2000, [w:] Book versus Power. Studies in the Relations between Politics and Culture in Polish History (eds. J. Soszyński, A. Chamera-Nowak), Peter Lang Edition, Frankfurt am Main 2015, pp. 303-338 (j. ang.).
- Cenzura pieczati w Carstwie Polskom w konce XIX wieka, [w:] Cenzura w Rossii. Istorija i sowremiennost’, Sbornik naucznych trudow, Wypusk, 7, red. N.B. Konaszew, D.A. Bałałjan, G.A. Mamontowa, I.G. Patruszewa, izd. Russkaja Nacionalnaja Biblioteka, Sankt-Peterburg 2015, s. 225–244 (j. ros.).
- Księgarskie świętowanie i codzienność w latach 1945-1950, [w:] Na co dzień i od święta. Książka w życiu Polaków w XIX-XXI wieku, red. A. Chamera-Nowak, D. Jarosz, Aspra JR, Warszawa 2015, s. 601-612.
- „Przy odbudowie Polski przede wszystkim o książce trzeba pamiętać”. Kształtowanie się misji Związku Księgarzy Polskich (do 1945 r.), „Z Badań nad Książką i Księgozbiorami Historycznymi”, t. 12, Warszawa 2018, s. 237–250.
- „Z miłości i z obowiązku”. Związek Księgarzy Polskich i jego próby kontynuowania misji w początkach rządów komunistycznych w Polsce (1945-1950), „Przegląd Biblioteczny” 2019 (87), z. 3, s. 49–74.
- Trudne początki „księgarstwa socjalistycznego”. Dom Książki 1950-1953. Struktury hurtu i detalu, [w:] Książki mają swoją historię. Studia ofiarowane Profesor Barbarze Bieńkowskiej, red. J. Puchalski, Wydawnictwo SBP, Warszawa 2021, s. 441–468.

Źródło: Polska bibliografia naukowa.

## Odznaczenia
- Złota Odznaka Stowarzyszenia Księgarzy Polskich (2007)
- Zasłużony dla Kultury Polskiej (2011)[6]
- Zasłużony dla Warszawy (2022)
- Dyplom Stulecia Polskiego Towarzystwa Wydawców Książek „w uznaniu szczególnych zasług dla rozwoju i znaczenia polskiej książki" (2022)[7]